# ليوبولد، أمير هوهنتسولرن-سيغمارينغن
ليوبولد، أمير هوهنتسولرن-سيغمارينغن ((بالألمانية: Leopold Stephan Karl Anton Gustav Eduard Tassilo Fürst von Hohenzollern)‏) (22 سبتمبر 1835 - 8 يونيو 1905) هو ابن كارل أنتوني، أمير هوهنتسولرن وجوزفين من بادن ابنة كارل لودفيغ فريدرخ دوق بادن الأكبر، وأيضا هو شقيق الأكبر لـ كارول الأول ملك رومانيا.
ولد لأسرة هوهنتسولرن فرع زيغمارينغن، وأيضا ورث أملاك فرع شوابيا من هوهنتسولرن هيشنغن بعد انقرض العائلة، تخلى ليوبولد عن حقوقه في عرش رومانيا لصالح أبنائه في 1880، وبذلك أصبح ابنه الثاني فرديناند ملكاً بعد وفاة عمه كارول الأول.
بعد ثورة 1868 في إسبانيا التي خلعت إيزابيلا الثانية، عرضت عليه ملكية من قبل الحكومة الجديدة، بحيث أيد هذا العرض من قبل رئيس الوزراء أوتو فون بسمارك، ولكن فرنسا وإمبراطورها نابليون الثالث عارضوا الفكرة، بسبب قربته لـ ملك بروسيا؛ بحيث يؤدي ذلك إلى توسيع نفوذ البروسي وإلى تطويق فرنسا؛ ومع ذلك رفض ليوبولد العرض.

## الزواج والأبناء
في عام 1861 تزوج ليوبولد من انفانتا أنطونيا من البرتغال ابنة الملكة ماريا الثانية من البرتغال والملك فرناندو الثاني ملك البرتغال،  وأنجبت له:- 
- فيلهلم (1864-1927)، أصبح خليفة والده.
- فرديناند (1865-1927)، أصبح ملك رومانيا خلف عمه كارول الأول.
- كارل أنتوني (1 سبتمبر 1868 حتي 21 فبراير 1919)؛ تزوج من الأميرة جوزفين كارولين من بلجيكا.